# 研ナオコ スペシャルベスト
研ナオコ スペシャルベスト（けんナオコスペシャルベスト）は、1992年9月18日に発売された研ナオコの12枚目のベストアルバム。発売元はポニーキャニオン（PCCA-00393）。

## 概要
研が歌ってきた自曲の中でも、特に評価が高かったり、研自身が特に気に入っている作品を12曲収めた作品。

## 批評
『CDジャーナル』は、「バラエティ番組で見ることが多かった彼女だけど、こうしてあらためて聴いてみると、シンガーとしての表現力の深さをシミジミ感じる。」と批評した。

## 収録曲
1. 悲しい女
  - 作詞・作曲：谷村新司　編曲：若草恵
2. 泣かせて
  - 作詞・作曲：小椋佳　編曲：奥慶一
3. 夏をあきらめて
  - 作詞・作曲：桑田佳祐　編曲：若草恵
4. あばよ
  - 作詞：作曲・中島みゆき　編曲：クニ河内
5. Tokyo見返り美人
  - 作詞：阿木燿子　作曲：宇崎竜童　編曲：清水信之
6. 夏ざかり、ほの字組（Toshi & Naoko。田原俊彦とのデュエット）
  - 作詞：阿久悠　作曲：筒美京平　編曲：新川博
7. ボサノバ
  - 作詞：作曲：福島邦子　編曲：若草恵
8. 窓ガラス
  - 作詞・作曲：中島みゆき　編曲：クニ河内
9. かもめはかもめ
  - 作詞・作曲：中島みゆき　編曲：若草恵
10. 六本木レイン
  - 作詞：売野雅勇　作曲：吉田拓郎　編曲：船山基紀
11. ひとりぽっちで踊らせて
  - 作詞：作曲：中島みゆき　編曲：石川鷹彦
12. 話がちがうじゃない
  - 作詞：Shiro Seino　訳詞：三浦徳子　作曲：Nora　編曲：鶴芳郎